# El juego de la oca
El juego de la oca es una película dramática española de 1965 dirigida por Manuel Summers con guion coescrito con Pilar Miró. La película fue pionera en tratar el tema del adulterio en España y la cierta relevancia del trato del punto de vista femenino se atribuye a la participación de Miró. Se estrenó en el Festival de Cannes de 1965.

## Sinopsis
Pablo es un dibujante de una empresa de publicidad casado que se enamora de Ángela, una compañera de trabajo, mientras su esposa Blanca y sus hijos están fuera de Madrid. Pese a saber que está casado, Ángela no puede evitar sentirse atraída por él. El regreso de Blanca supone para ambos una separación casi insoportable.

## Reparto
- Sonia Bruno - Ángela
- María Massip - Blanca
- José Antonio Amor - Pablo

## Premios
21.ª edición de las Medallas del Círculo de Escritores Cinematográficos.
| Categoría    | Película           | Resultado |
| ------------ | ------------------ | --------- |
| Mejor actriz | Sonia Bruno        | Ganadora  |
| Mejor música | Antonio Pérez Olea | Ganador   |